# 헤르마프로디토스

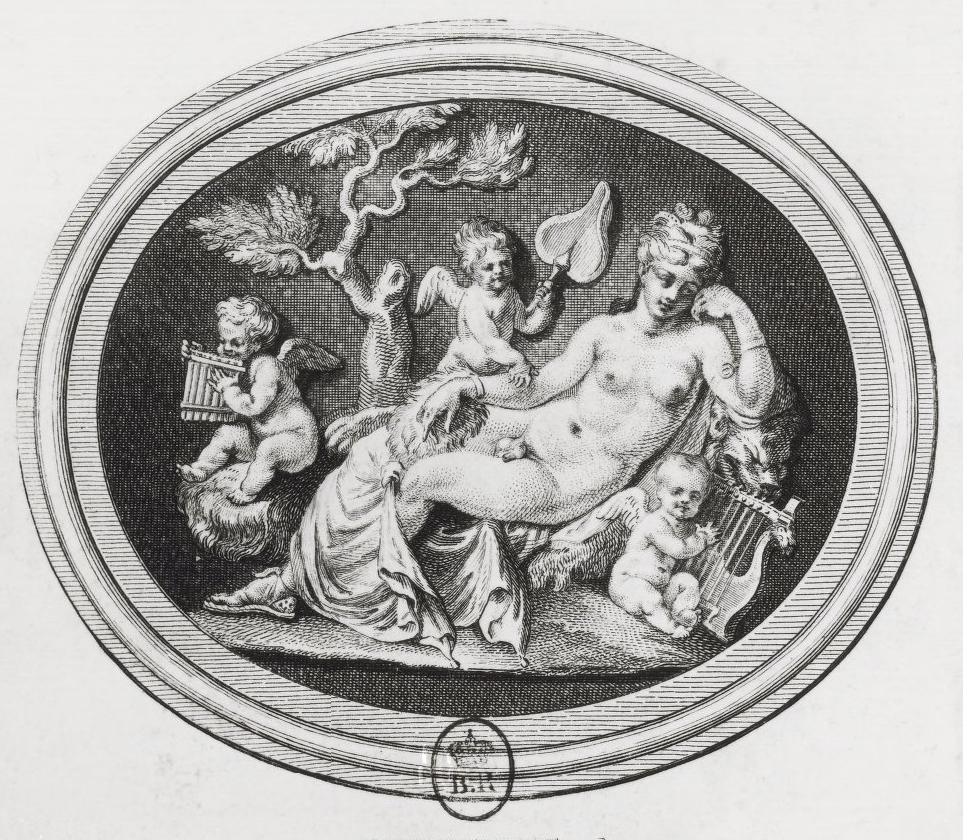

헤르마프로디토스(고대 그리스어: Ἑρμαφρόδιτος [hərˌmæf.rəˈdaɪ.təs][*])는 그리스 신화에 나오는 헤르메스와 아프로디테 두 신들 사이에 태어난 아들이다. 오비디우스의 《변신 이야기》에 따르면 본래 미남자였으나 물의 요정 살마키스와 융합하여 반남반녀 양성구유의 몸이 되었다. 암수한몸을 의미하는 용어인 "헤르마프로디테"(hermaphrodite)가 헤르마프로디토스의 이름에서 유래한 것이다.
헤르마프로디토스는 양성성 또는 남성의 여성성의 상징으로 사용되었으며, 그리스-로마 시대의 예술 작품에는 남성의 성기가 달린 여성의 모습으로 묘사된다. 또한 테오프라스토스의 기록에 따르면 헤르마프로디토스는 남성성과 여성성이 결합하여 결혼을 상징하기도 한다. 헤르마프로디토스가 결혼을 상징한다는 해석에서는 그(녀)의 부모가 신부를 축복하는 역할을 갖고 있다는 것을 근거로 제시하기도 한다.
헤르마프로디토스의 이름은 부모인 헤르메스와 아프로디테의 이름이 결합된 것이다. 이 3명의 부모자식은 모두 관능과 풍요와 관련된 모습을 보이며, 명백한 성적 함축성을 보유하고 있다. 거대한 남근을 가진 생식력의 신 프리아포스 역시 일부 기록에 따르면 헤르메스의 자식이라고 하고, 성욕의 신인 에로스는 아레스와 아프로디테 사이의 아들이다. 루브르 박물관에 소장된 《잠자는 헤르마프로디토스》를 비롯한 많은 예술작품들이 헤르마프로디토스를 소재로 삼아 창작되었다.

## 신화 출전
오비디우스의 《변신 이야기》에서 헤르마프로디토스는 이다 산의 동굴의 나이아데스들에 의해 길러졌다. 이다 산은 오늘날의 터키인 프리지아 지방에 위치한 성스러운 산이다. 열다섯 살이 되었을 때 그는 주변 환경에 싫증을 느끼고 리키아와 카리아의 도시를 구경하기 위해 여행을 떠났다. 할리카르나소스(오늘날의 터키 보드룸) 근교의 숲에서 그는 물의 요정 살마키스를 만났다. 살마키스는 소년을 보고 욕정에 사로잡혀 그를 유혹하려 했으나 거절당했다. 헤르마프로디토스는 살마키스가 가버렸다고 생각하고 옷을 벗고 연못에 들어가 목욕을 했다. 그러나 나무 뒤에 숨어 있던 살마키스가 옷을벗고 튀어나와 연못에 뛰어들었다. 그녀는 소년의 몸을 휘감고 강제로 입을 맞추면서 그의 가슴을 더듬었다. 그가 몸부림치자 그녀는 신들을 우러러 부르며 둘이 절대로 떨어질 수 없도록 만들어 달라고 소원을 빌었다. 그녀의 소원은 이루어져 두 사람의 몸은 하나가 되어 양성을 갖춘 존재가 되었다. 양성구유가 된 헤르마프로디토스는 부모인 헤르메스와 아프로디테에게 이 연못에서 목욕한 사람은 누구든 자신과 같은 몸이 되게 해달라고 빌었고, 그 소원 역시 이루어졌다. 그러나 살마키스가 이 결과를 어떻게 생각했는지는 기록에 남아있지 않아 알 수 없다.

## 헤르마프로디토스 숭배

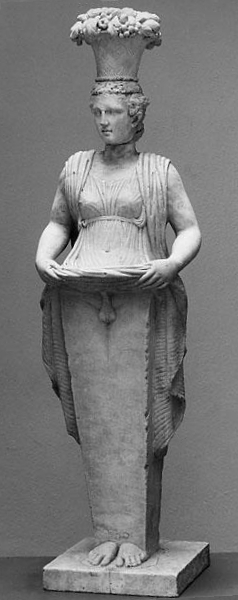
아프로디토스 우상.

헤르마프로디토스 숭배의 가장 오래된 흔적은 키프로스에서 발견된다. 마크로비우스의 《사투르누스 축제》에 보면 아프로디테에게 수염을 달아놓은 우상이 있었는데, 아리스토파네스는 이것을 아프로디토스라고 불렀다고 한다. 필로코루스의 《아티스》에서 그 숭배의 내용이 보다 자세히 언급되는데, 남자와 여자의 옷을 바꿔 입게 하고 희생 제물로 바쳤다고 한다. 펠로폰네소스 반도의 페라코라에서 아프로디토스를 묘사한 기원전 7세기의 테라코타 조각이 발견된 바, 아프로디토스교는 그리스 고졸기에 유행한 종교인 것으로 보인다.
양성구유의 존재에 대한 숭배는 동방에서 유래된 것으로 보인다. 힌두교에서는 남자와 여자의 몸을 아수라 남작마냥 반반 합쳐놓은 아르다나리시와라라는 신이 숭배된 바 있으며, 여기서 양성구유는 남녀 양성이 융합된 원시적 존재에 대한 개념의 표현이다.
키프로스의 아프로디토스는 그 이후 기록된 신화의 헤르마프로디토스와 같은 존재이며, 헤르마프로디토스는 단순히 헤르마의 형태로 나타난 아프로디토스라고 볼 수 있다. 이는 테오프라스토스의 《성격론》에서 처음 나타난다. 아프로디토스는 기원전 5세기경에 아테네인들에게도 소개되었고, 그 이후 영향력이 감소하기 시작한 것으로 보인다. 이후 아프로디토스는 하나의 종교의 숭배대상이 되지 못하고 신비주의적 의식을 통해 표현되는 특정 종파의 상징으로 전락했다.

## 문학 및 예술에서
고대 그리스어 문학에서 헤르마프로디토스에 대한 최초의 언급은 전술한 테오프라스토스(기원전 3세기)의 《성격론》 제16부이다. 여기서 테오프라스토스는 헤르마프로디토스를 비롯한 여러 기형적인 사람들에 대한 이야기를 한다.
헤르메스와 아프로디테가 헤르마프로디토스의 부모라는 이야기가 처음 언급되는 문헌은 역사가 디오도로스 시켈로스(기원전 1세기)의 《비블리오테카 히스토리카》 제4권이다.
헤르마프로디토스 신화가 완전히 전해지는 유일한 문헌은 오비디우스(기원후 8년)의 《변신 이야기》 제4권 274-388이다. 여기에 수록된 이야기는 헤르마프로디토스의 숫기없음과 살마키스와의 신체 융합을 상세하게 묘사하면서, 성욕이 충만한 여성(살마키스)의 여성적인 덫과, 그로 인해 이제 막 싹트려는 소년의 남성성이 위태로워지는 것에 초점을 맞추고 있다.
고대 그리스의 화병 중에 여성의 유방과 남성의 성기를 모두 가진 존재가 그려진 것이 있는데, 날개가 달린 것이 마치 헤르마프로디토스의 형제인 에로스를 연상시킨다. 로마 시대의 회화에서는 베수비오 화산의 분화로 인해 사라진 두 도시, 헤르쿨라네움과 폼페이의 프레스코 벽화에 헤르마프로디토스가 묘사되어 전해지고 있다. 헤르쿨라네움의 헤르마프로디토스는 남성의 성기만 제외하면 완전한 여성의 모습인 인물이 홀로 서 있고, 폼페이의 경우 자신을 강간하려고 하는 사티로스에게서 벗어나려고 몸부림치는 헤르마프로디토스가 그려져 있다.

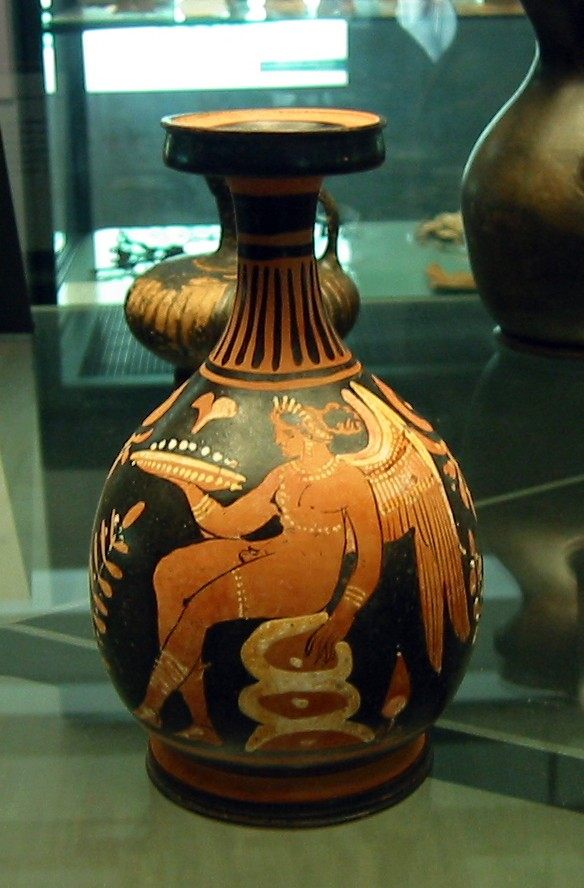
그리스 화병의 날개달린 헤르마프로디토스.
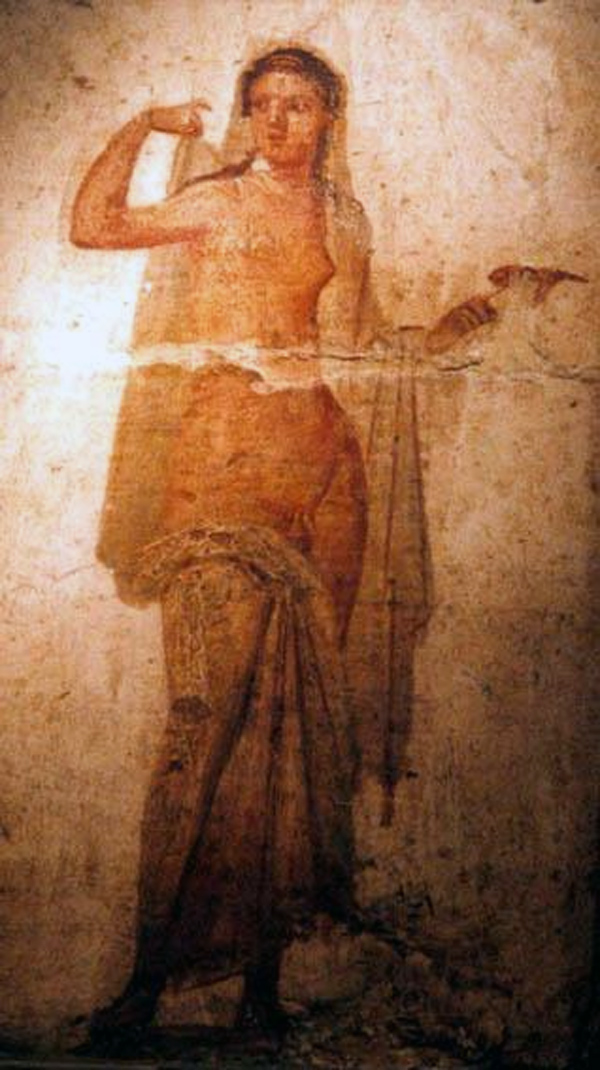
헤르쿨라네움의 헤르마프로디토스.
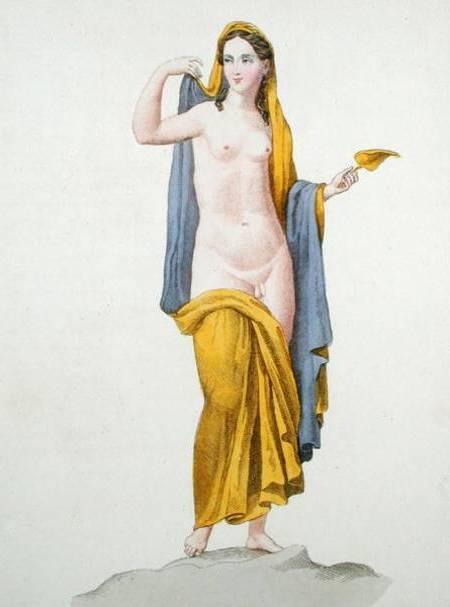
헤르쿨라네움의 헤르마프로디토스를 복원한 것.
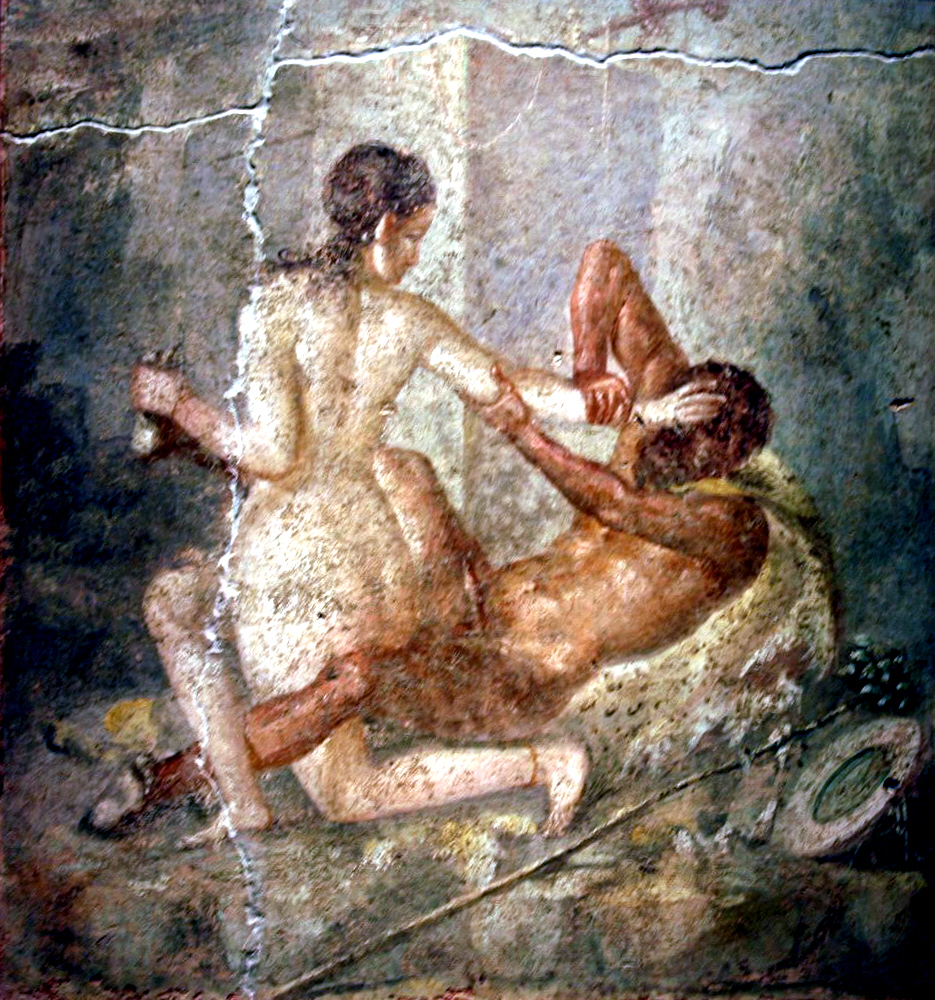
사티로스에게서 벗어나려고 몸부림치는 폼페이의 헤르마프로디토스.

헤르마프로디토스를 묘사한 조각 작품 중 가장 유명한 것은 루브르 박물관에 소장된 《잠자는 헤르마프로디토스》이다. 또한 폼페이의 벽화와 완전히 같은 상황을 묘사한, 사티로스와 함께 조각된 헤르마프로디토스 조각도 있다. 이 두 조각이 헤르마프로디토스의 여성적인 곡선미를 강조한 반면 페르가몬에서 발견된 헤르마프로디토스 조각은 유방과 골반이 상대적으로 작고 체형도 직선적이라 남성적으로 묘사된 것이 특징적이다.

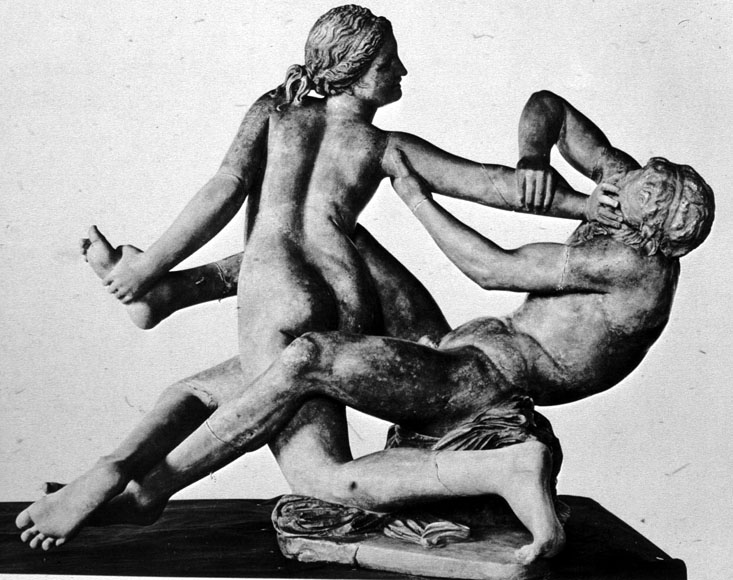
사티로스와 헤르마프로디토스 조각.
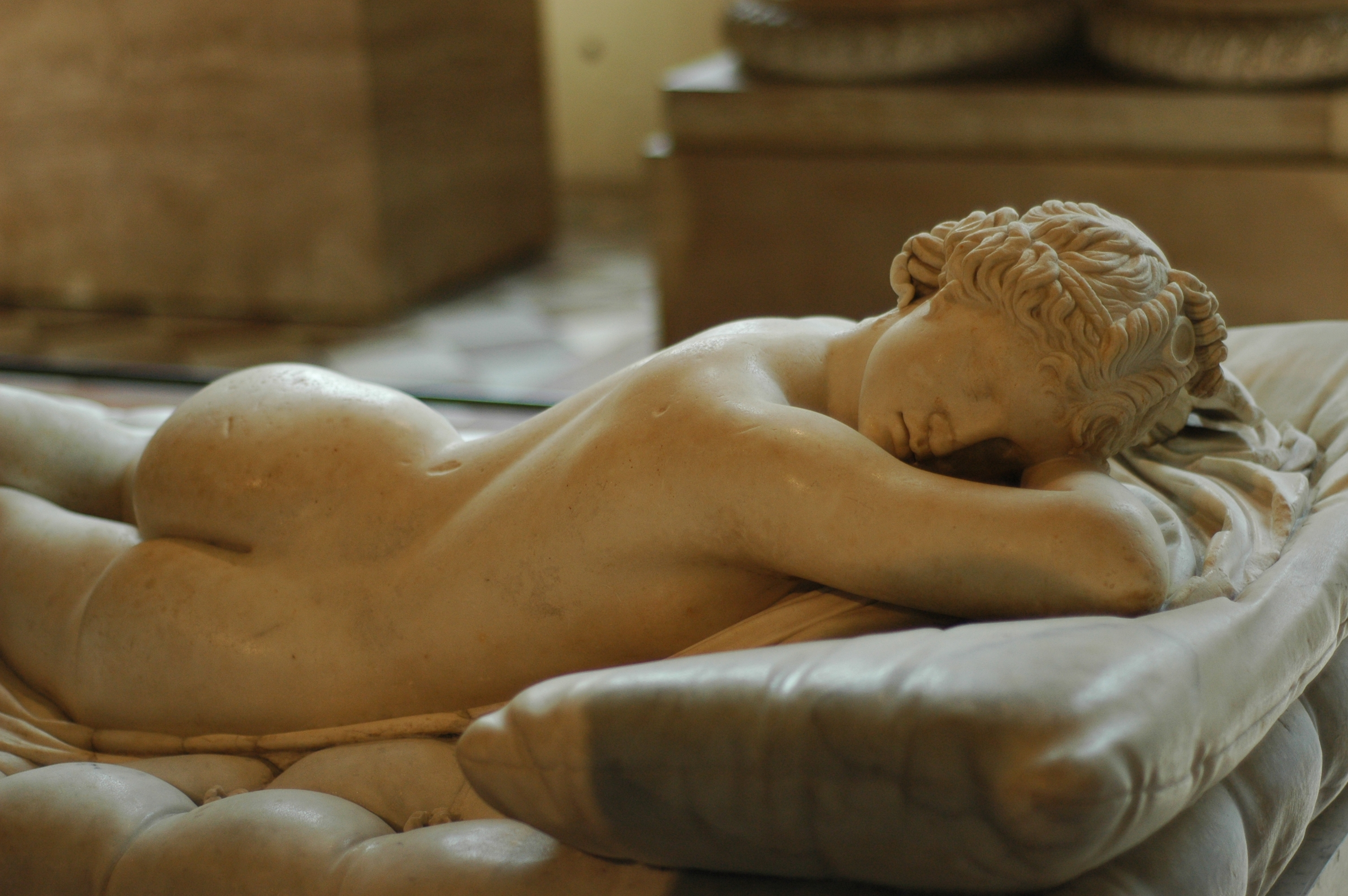
루브르의 잠자는 헤르마프로디토스.
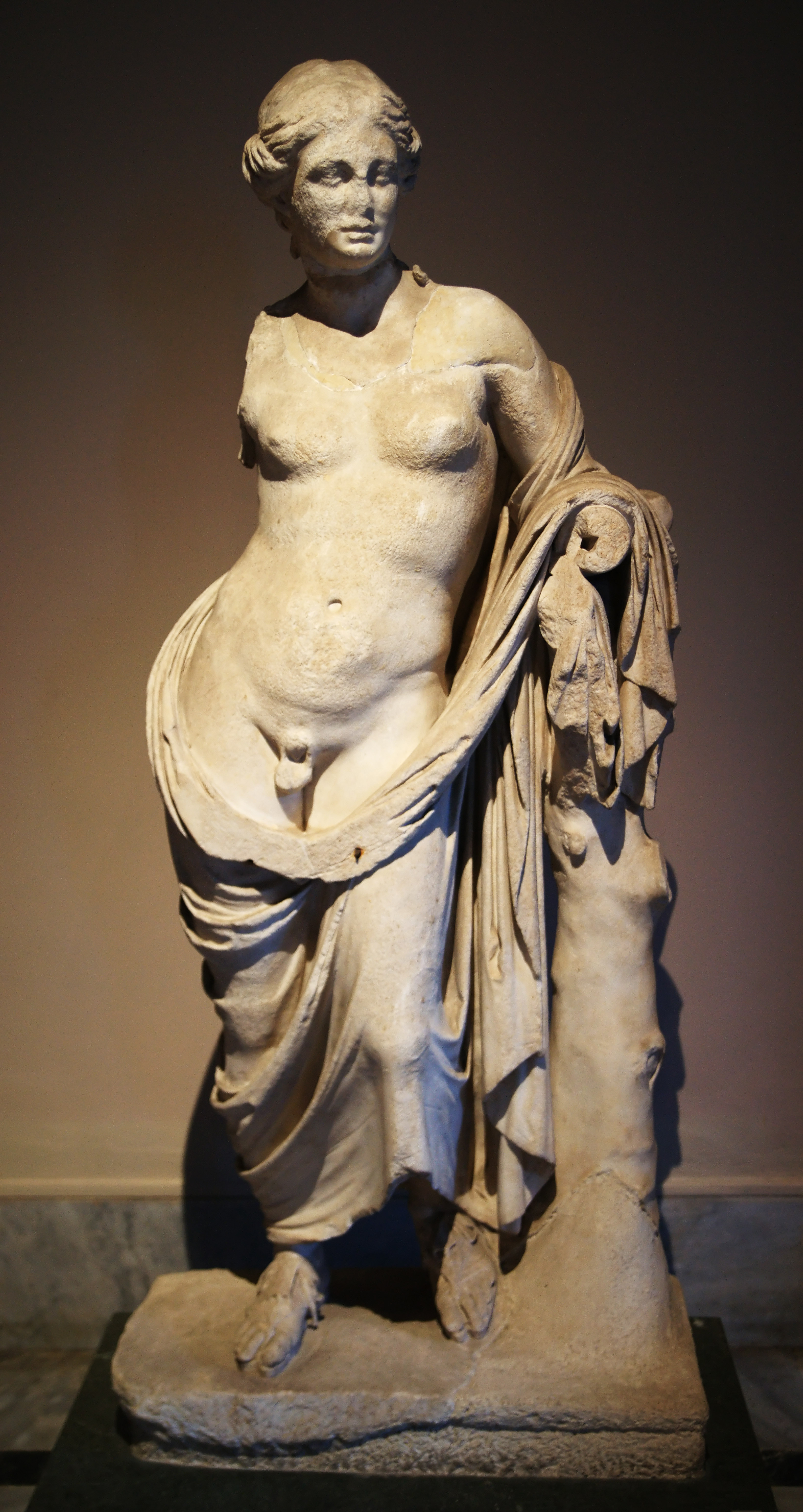
페르가몬의 헤르마프로디토스.

살마키스가 헤르마프로디토스를 덮치는 극적인 장면 역시 여러 차례 회화 작품으로 그려졌다.

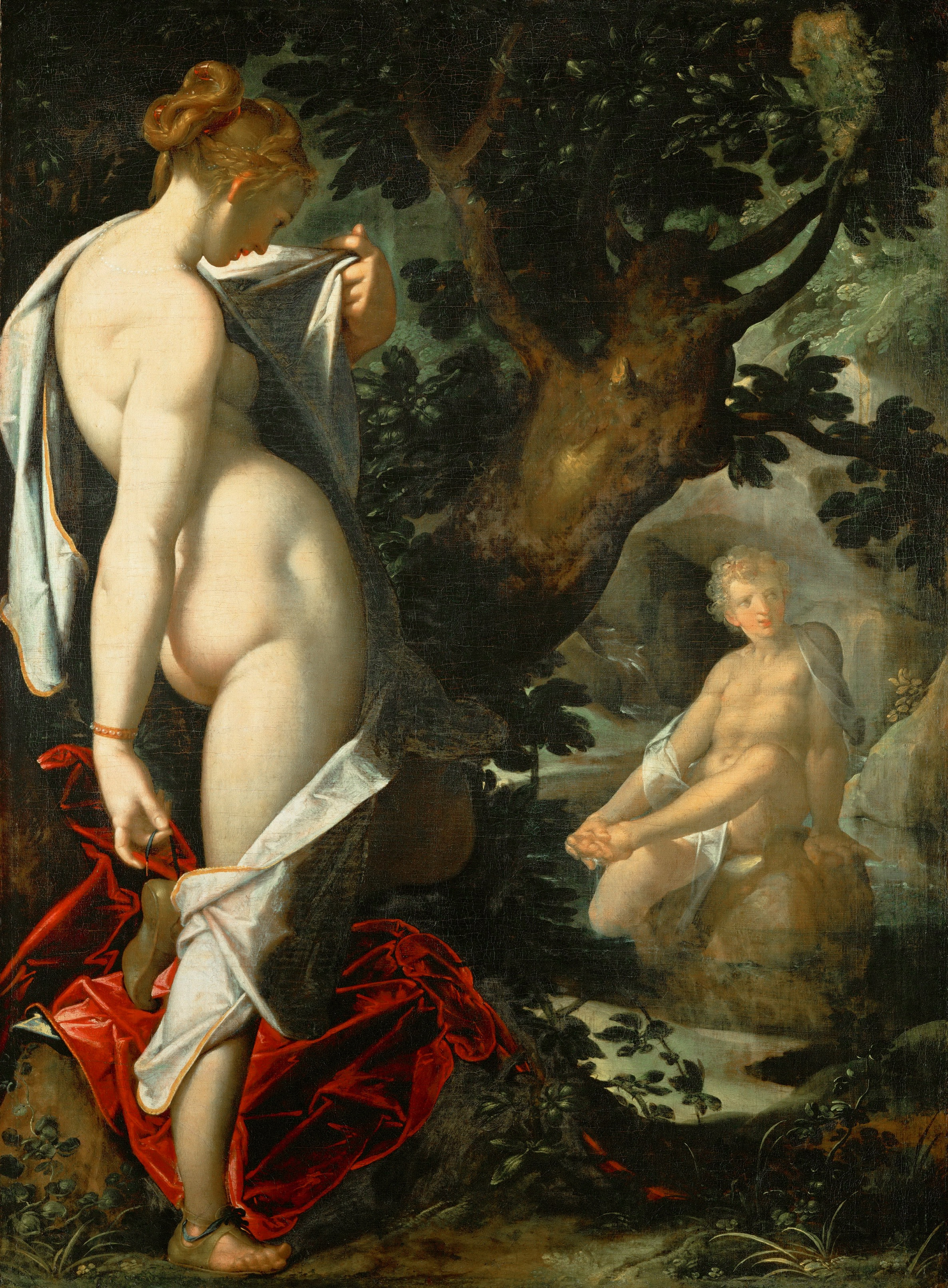
바르톨로메우스 스프랑게르가 그린 살마키스(왼쪽)와 헤르마프로디토스.
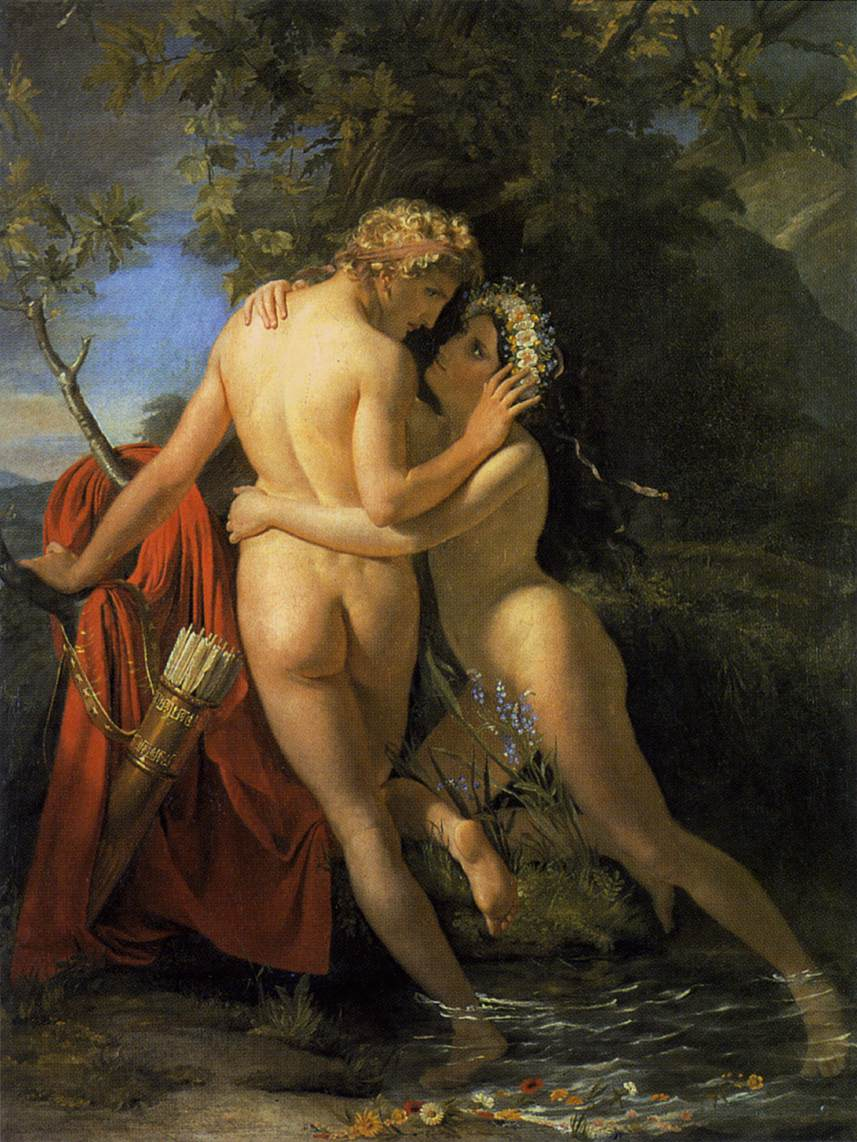
프랑수아조지프 나베즈가 그린 살마키스와 헤르마프로디토스.

## 같이 보기
- 테이레시아스 - 그리스 신화에 등장하는 또다른 성전환자. 이 경우에는 완전히 남자와 여자의 몸을 오갔다.
- 아르다나리시와라 - 힌두교의 자웅동체 신.
- 아지스티스 - 그리스, 로마, 아나톨리아에서 모두 나타나는 자웅동체 신.
- 갈로스 - 프리기아의 키벨레 여신을 모시는 거세된 신관들.
- 후타나리 - 일본 포르노에서 소비되는 자웅동체의 존재. 완전한 여성의 몸에 남성의 성기만 붙여놓은 것으로, 실제의 쉬메일 또는 인터섹슈얼보다 신화의 헤르마프로디토스에 더 가깝다.